# Aeroportul Luau Villa Teixeira de Sousa
Aeroportul Luau Villa Teixeira de Sousa (IATA: UAL, ICAO: FNUA) este un aeroport din Provincia Moxico, Angola.
Situat la o altitudine de 1.100 m, aeroportul dispune de o singură pistă.